# Point Perpendicular
Pour les articles homonymes, voir Point Lookout.
Point Perpendicular est un cap à l'extrémité sud de la péninsule Beecroft (en) située au nord de l'entrée de la baie Jervis en Nouvelle-Galles du Sud, Australie. C'est à cet endroit qu'est implanté le phare Norah Head, de 1889 à 1993. De 1993 à 1995, le phare est remplacé par une structure métallique. Il est remis en service en 1995 après avoir été automatisé.

## Source
- (en) Cet article est partiellement ou en totalité issu de l’article de Wikipédia en anglais intitulé « Point Perpendicular » (voir la liste des auteurs).